# Nathalie Gassel
 (février 2023).
Pour les articles homonymes, voir Gassel.
Nathalie Gassel, , née à Bruxelles le 19 juin 1964, est une écrivaine et photographe belge, ancienne adepte de Muay thaï (boxe thaïlandaise) et de fitness. Elle est la fille d'un ethnologue, Ita Gassel et d'une plasticienne, Mariette Salbeth. Nathalie Gassel participe à l'ouvrage  Picturing the Modern Amazon édité par le New Museum of Contemporary Art de New York en 1999 en tant qu'écrivain et athlète et à diverses reprise à la revue de l'Université de Bruxelles. Elle est d'abord publiée en Belgique et à Paris, et ensuite traduite en plusieurs langues latines. Elle a écrit sur l'Eros feministe et le corps sportif qui en devient l'emblème, ainsi que sur la dépression.

### Livres
- Eros androgyne, Éd. de L’Acanthe, 2000 ; réédition Le Cercle poche, 2001, préface de Pierre Bourgeade. Réédition : Eros androgyne et autres textes, Châtelineau, Le Taillis Pré, Coll. erOtik, 2024.
- Musculatures, Les Éditions Le Cercle, Paris, 2001 ; réédition, Le Cercle poche, 2005, préface de Sarane Alexandrian
- Stratégie d'une passion, Éd. Luce Wilquin, 2004 préface de Pierre Mertens
- Construction d'un corps pornographique, Les Éditions Cercle d'Art, Paris, 2005
- Des années d'insignifiance, Éd. Luce Wilquin, 2006
- Récit plastique, textes et photographies, Éd. Le somnambule équivoque, 2008
- Abattement, Éd. Maelström, 2009
- Ardeur et vacuité, Ed. Le Somnambule équivoque, 2012, Postface de Pierre-Dominique Schmidt.

### Revues et collectifs
- Picturing the modern amazon Newmuseumbooks, Rizzoli International Publications, New York. 1999.
- Le Labyrinthe des apparences Ed. Complexe. 2000. Université de Bruxelles.
- Je t’aime. Question d’époque Ed. Complexe. 2002. Université de Bruxelles.
- Argent, valeurs et valeur Ed. Complexe. 2004. Université de Bruxelles.
- L'obscénité des sentiments, Ed. Le Cercle d'Art & Université de Bruxelles, 2005.
- Théorie et pratique de la création, Les Cahiers internationaux du symbolisme. 2005
- La visite est terminée, photographie et texte, Ed. La Trame, Bruxelles, 2006
- Marginales, n° 262, Sous les clichés la rage, photographie, 2006 Ed. Luce Wilquin, Belgique
- Action Poétique, n° 185, Belges et Belges, septembre 2006, Paris.
- Mode, photographie et texte, ed. Le Cercle d'art & Université de Bruxelles, Paris, 2008.